# آرثر إرز فون ستروسنبيرغ
أرثر إرز فون ستروسينبرغ (بالألمانية: Arthur Arz von Straußenburg)‏ كان آخر عقيد للجيش النمساوي المحري.